# Von Liebe keine Rede
Von Liebe keine Rede ist eine deutsche Fernsehserie. Die Serie umfasst nur eine Staffel mit 13 Folgen und wurde vom 7. Mai bis zum 30. Juli 1971 im ZDF ausgestrahlt.

## Handlung
Der charmante Student Rex lernt die beiden attraktiven Abiturientinnen Bibi und Cotta kennen. Da Semesterferien sind, möchte er die Zeit in Ungarn verbringen. Kurzerhand lädt er die beiden ein, ihn zu begleiten. In Rex’ kleinem Auto geht es gemeinsam auf die Reise. In Ungarn kommt es dann zu Liebeleien, Eifersucht sowie zu Problemen kleinerer und größerer Art.

## Episodenliste
| Folge | Titel                   | Erstausstrahlung |
| ----- | ----------------------- | ---------------- |
| 1     | Warum nicht nach Ungarn | 07.05.1971       |
| 2     | Der Fotofan             | 14.05.1971       |
| 3     | Eifersüchteleien        | 21.05.1971       |
| 4     | So ein Zirkus           | 28.05.1971       |
| 5     | Kampf um „Zsupan“       | 04.06.1971       |
| 6     | Reiseromantik           | 11.06.1971       |
| 7     | Die süßesten Früchte    | 18.06.1971       |
| 8     | Pusztabräuche           | 25.06.1971       |
| 9     | Der Puppenspieler       | 02.07.1971       |
| 10    | Versöhnung in Eger      | 09.07.1971       |
| 11    | Cottas Vater            | 16.07.1971       |
| 12    | Getrennter Aufbruch     | 23.07.1971       |
| 13    | Rückreise               | 30.07.1971       |

## Darsteller
In einzelnen Episoden der Serie traten beispielsweise so bekannte Schauspieler wie Dieter Hallervorden, Rotraud Schindler, Klaus Dahlen, Ilse Neubauer und Paul Klinger auf.

## Produktionsnotizen
Die einzelnen Episoden wurden jeweils freitags im ZDF ausgestrahlt. Das Drehbuch schrieb Rolf Ulrici und Regie führte Wolfgang F. Henschel.